# Indigofera rubroglandulosa
Indigofera rubroglandulosa är en ärtväxtart som beskrevs av Germish. Indigofera rubroglandulosa ingår i släktet indigosläktet, och familjen ärtväxter. Inga underarter finns listade i Catalogue of Life.